# Вулиця Менделєєва (Київ)
Ву́лиця Менделє́єва — вулиця в Печерському районі міста Києва, місцевість Чорна гора. Пролягає від тупика неподалік від будинку № 12-Б по бульвару Миколи Міхновського (ЗОШ № 80) до тупика поблизу Чорногірської вулиці. 
Прилучаються вулиця Остапа Вишні та провулок Академіка Філатова.

## Історія
Вулиця виникла у середині XX століття під назвою Нова. Сучасна назва на честь російського вченого Дмитра Менделєєва — з 1955 року.

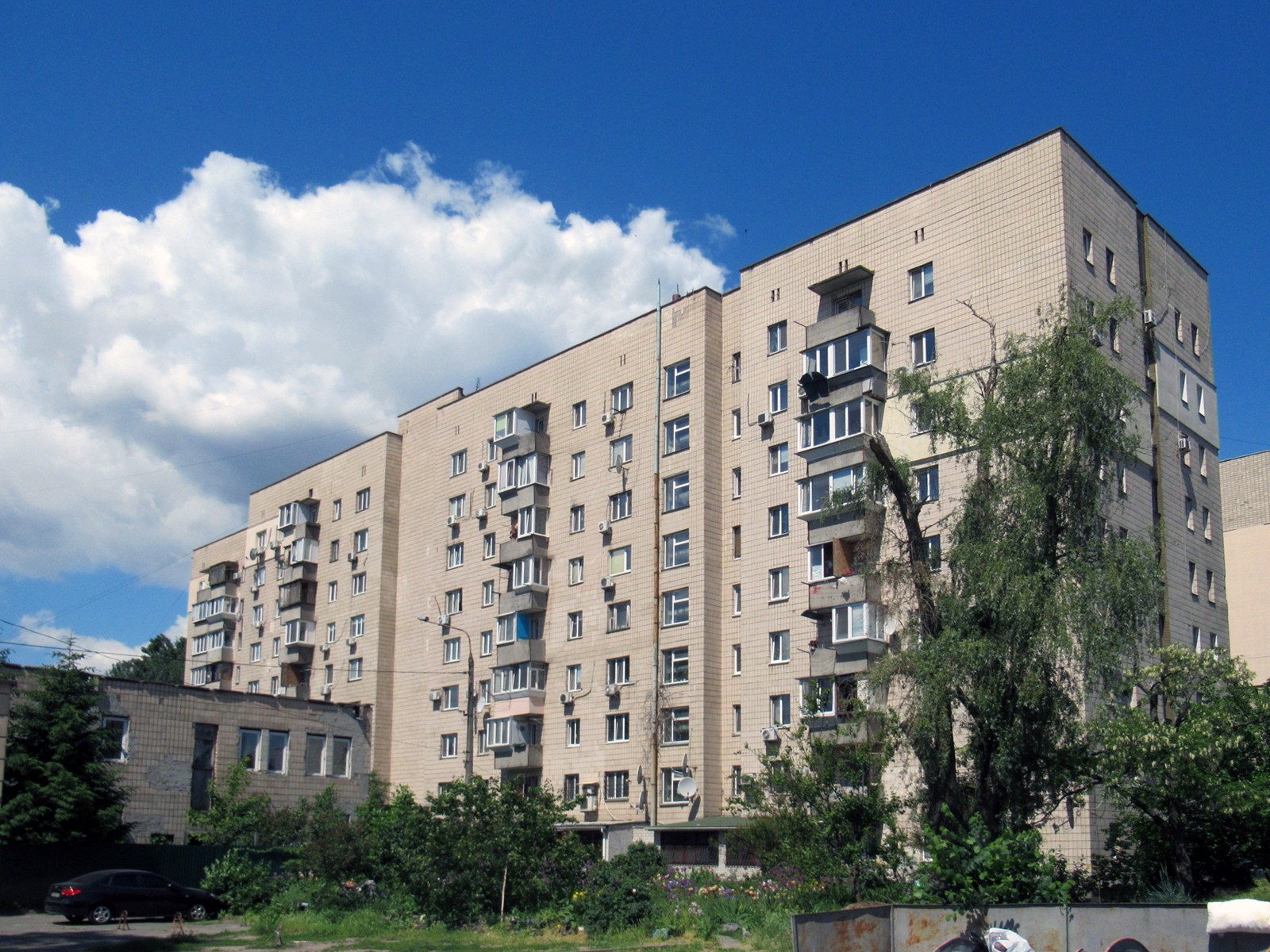
№ 12 – гуртожиток медпрацівників, типовий проєкт 164-87-122